# Oasis Pipeline
Oasis Pipeline — трубопровід широтного спрямування на півдні штату Техас, який сполучає газовий хаб Ваха у Пермському нафтогазоносному басейні із хабом Katy біля Х'юстона.
Трубопровід, споруджений в діаметрах труб 600 та 900 мм, має протяжність 600 миль. Завдяки бідирекціональному виконанню він може транспортувати до 12,4 млрд м3 на рік при роботі у східному напрямку та 7,7 млрд.м3 при транспортуванні на захід. Починаючи з 2014 року створений інтерконектор між Oasis Pipeline та мексиканською газотранспортною системою. Одним із головних завдань газопроводу є постачання трьох техаських теплоелектростанцій.